# Атасуський залізорудний район
Атасуський залізорудний район розташований у Карагандинській області (у тій її частині, що до 1997 року входила до складу Джезказганської області) Казахстану, відомий з XIX століття.

## Характеристика
Включає понад 20 родовищ і рудопроявів (Зах. та Сх. Кара-Джал, Великий Ктай та ін.). Центр видобутку — селище міського типу Атасу. Родовища і рудопрояви за походженням осадово-метаморфізовані, розташовані на крилах Джаільмінської синкліналі серед кременисто-карбонатних порід нижнього карбону. Представлені пологими і крутоспадними пластоподібними покладами магнетито-гематитових руд, які переходять в залізо-марганцеві та марганцеві руди потужністю 2-50 м, протяжністю декілька км. Марганцеві руди місцями утворюють самостійні поклади. Розвідані запаси залізних руд 400 млн т (1981), вміст Fe 40-58 %.

## Технологія розробки
Родовище Західний Кара-Джал розробляється відкритим (з 1956) і підземним (з 1972) способами. Род. Великий Ктай відпрацьоване у 1962-80 рр. відкритим способом. Гірничотехнічні умови розробки сприятливі. Руду використовують без збагачення.